# FK Torpedo Minsk
Pour les articles homonymes, voir Torpedo (homonymie).
Maillots
Le Futbolny Klub Torpedo Minsk, plus couramment abrégé en FK Torpedo Minsk (en russe : ФК Торпедо Минск) ou FK Tarpeda Minsk (en biélorusse : ФК Тарпеда Мінск), est un ancien club biélorusse de football fondé en 1947 (et refondé en 2007 après une faillite en 2005) et disparu en 2019, et basé à Minsk, la capitale du pays.

## Historique

### Histoire
L'équipe a évolué à 14 reprises dans le championnat de Biélorussie de 1992 à 2004. Elle retrouve l'élite du football biélorusse à l'occasion de la saison 2018, profitant de l'exclusion du Krumkachy Minsk.

### Repères historiques
- 1947 : fondation du club sous le nom de Torpedo Minsk
- 1999 : le club est renommé Torpedo-MAZ Minsk
- 2003 : le club est renommé Torpedo-SKA Minsk
- 2007 : refondation après la faillite sous le nom de Torpedo-MAZ Minsk
- 2014 : le club est renommé Torpedo Minsk
- 2019 : en raison d'un manque de financement, le club se retire des compétitions nationales au début du mois d'août 2019[1]

## Bilan sportif

### Palmarès
| Compétitions nationales                         | Compétitions soéviétiques                                                           |
| ----------------------------------------------- | ----------------------------------------------------------------------------------- |
| - Coupe de Biélorussie : - Finaliste : 1999-00. | - Championnat de RSS Biélorussie (5) : - Champion : 1947, 1962, 1966, 1967 et 1969. |

### Bilan par saison
Légende
- Vainqueur de la compétition
- Vice-champion ou finaliste de la compétition
- Troisième de la compétition
- Promu division supérieure
- Relégué en division inférieure

| Saison    | Championnat  | Championnat  | Championnat  | Championnat  | Championnat  | Championnat  | Championnat  | Championnat  | Championnat  | Championnat  | Coupe de Biélorussie |
| Saison    | Division     | Pos          | Pts          | J            | V            | N            | D            | BP           | BC           | Diff         | Coupe de Biélorussie |
| --------- | ------------ | ------------ | ------------ | ------------ | ------------ | ------------ | ------------ | ------------ | ------------ | ------------ | -------------------- |
| 1992      | 1re          | 10e          | 13           | 15           | 5            | 3            | 7            | 15           | 17           | -2           | Quarts de finale     |
| 1992-1993 | 1re          | 9e           | 30           | 32           | 10           | 10           | 12           | 29           | 33           | -4           | Seizièmes de finale  |
| 1993-1994 | 1re          | 6e           | 33           | 30           | 9            | 15           | 6            | 18           | 18           | 0            | Quarts de finale     |
| 1994-1995 | 1re          | 6e           | 32           | 30           | 11           | 10           | 9            | 36           | 29           | +7           | Huitièmes de finale  |
| 1995      | 1re          | 9e           | 18           | 15           | 5            | 3            | 7            | 12           | 27           | -15          | Seizièmes de finale  |
| 1996      | 1re          | 12e          | 29           | 30           | 7            | 8            | 15           | 32           | 53           | -21          | Seizièmes de finale  |
| 1997      | 1re          | 8e           | 42           | 30           | 12           | 6            | 12           | 45           | 43           | +2           | Huitièmes de finale  |
| 1998      | 1re          | 7e           | 44           | 28           | 12           | 8            | 8            | 44           | 22           | +22          | Huitièmes de finale  |
| 1999      | 1re          | 10e          | 35           | 30           | 10           | 5            | 15           | 31           | 47           | -16          | Demi-finales         |
| 2000      | 1re          | 8e           | 49           | 30           | 13           | 10           | 7            | 45           | 28           | +17          | Finale               |
| 2001      | 1re          | 8e           | 37           | 26           | 10           | 7            | 9            | 31           | 32           | -1           | Huitièmes de finale  |
| 2002      | 1re          | 4e           | 51           | 26           | 15           | 6            | 5            | 30           | 16           | +14          | Huitièmes de finale  |
| 2003      | 1re          | 4e           | 64           | 30           | 19           | 7            | 4            | 54           | 20           | +34          | Huitièmes de finale  |
| 2004      | 1re          | 6e           | 46           | 30           | 13           | 7            | 10           | 37           | 31           | +6           | Seizièmes de finale  |
| 2005      | 3e           | 1er          | 70           | 26           | 22           | 4            | 0            | 75           | 9            | +66          | Huitièmes de finale  |
| 2005      | 3e           | 1er          | 70           | 26           | 22           | 4            | 0            | 75           | 9            | +66          | Premier tour         |
| 2006      | Club inactif | Club inactif | Club inactif | Club inactif | Club inactif | Club inactif | Club inactif | Club inactif | Club inactif | Club inactif | Club inactif         |
| 2007      | 4e Minsk     | 5e           | 27           | 20           | 8            | 3            | 9            | 37           | 42           | -5           | —                    |
| 2008      | 4e Minsk     | 5e           | 15           | 14           | 4            | 3            | 7            | 19           | 33           | -14          | —                    |
| 2009      | 4e Minsk     | 3e           | Inconnu      | Inconnu      | Inconnu      | Inconnu      | Inconnu      | Inconnu      | Inconnu      | Inconnu      | —                    |
| 2010      | 4e Minsk     | 4e           | 32           | 18           | 10           | 2            | 6            | 35           | 17           | +18          | Premier tour         |
| 2011      | 4e Minsk     | 1er          | 30           | 14           | 9            | 3            | 2            | 40           | 14           | +26          | Premier tour         |
| 2012      | 4e Minsk     | 3e           | 23           | 14           | 7            | 2            | 5            | 25           | 20           | +5           | —                    |
| 2013      | 4e Minsk     | 9e           | 25           | 22           | 7            | 4            | 11           | 36           | 38           | -2           | —                    |
| 2014      | 3e           | 6e           | 42           | 32           | 11           | 9            | 12           | 41           | 36           | +5           | —                    |
| 2015      | 3e           | 3e           | 59           | 32           | 17           | 8            | 7            | 48           | 26           | +22          | Premier tour         |
| 2016      | 2e           | 9e           | 33           | 26           | 9            | 6            | 11           | 35           | 36           | -1           | Premier tour         |
| 2017      | 2e           | 3e           | 57           | 30           | 17           | 6            | 7            | 60           | 29           | +31          | Seizièmes de finale  |
| 2018      | 1re          | 14e          | 24           | 30           | 6            | 6            | 18           | 20           | 41           | -21          | Seizièmes de finale  |
| 2019      | 1re          | 16e          | 6            | 30           | 1            | 3            | 26           | 4            | 63           | -59          | Huitièmes de finale  |
| 2019      | 1re          | 16e          | 6            | 30           | 1            | 3            | 26           | 4            | 63           | -59          | Huitièmes de finale  |

## Anciens joueurs
- Sergueï Gerasimets
- Vladimir Makovski
- Sergueï Omelyanchuk
- Valeri Shantalosov
- Konstantin Nahk